# Mirosław Dragan
Mirosław Dragan (ur. 20 stycznia 1959 w Koszalinie) – polski piłkarz i trener piłkarski.

## Kariera piłkarska
Mirosław Dragan jako piłkarz grał na pozycji obrońcy. Reprezentował barwy Saturna Mielno, Gwardii Koszalin i Zagłębia Lubin, z którym w sezonie 1984/1985 wywalczył pierwszy w historii klubu awans do ekstraklasy.

## Kariera trenerska
Mirosław Dragan po zakończeniu kariery piłkarskiej rozpoczął karierę trenerską. Przez wiele lat był trenerem zespołów młodzieżowych Zagłębia Lubin, jednak w razie kłopotów w sztabie szkoleniowym klubu prowadził pierwszy zespół w meczach ligowych.
W 1997 roku został trenerem grającego wówczas w IV lidze Górnika Polkowice, z którym w sezonie 1999/2000 awansował do II ligi, a w sezonie 2002/2003 historyczny awans do ekstraklasy. Jednak po serii porażek w rundzie wiosennej sezonu 2003/2004 został zwolniony i zastąpił go Wiesław Wojno.
27 czerwca 2004 roku został trenerem Arki Gdynia, z którą w sezonie 2004/2005 wywalczył awans do ekstraklasy. Jednak po słabych wynikach na początku sezonu 2005/06 (dziewięć meczów bez zwycięstwa w lidze) został z tego klubu zwolniony.
18 grudnia 2005 roku ponownie został trenerem Górnika Polkowice, w którym zastąpił Marka Koniarka.
2 kwietnia 2014 roku został trenerem Czarnych Rokitki, choć w lutym tego samego roku był kandydatem do objęcia posady trenera Chojnowianki Chojnów.

## Afera korupcyjna
25 sierpnia 2006 roku został zatrzymany w celu złożenia zeznań do prokuratury prowadzącej śledztwo ws. korupcji w polskim futbolu (ustawienie 13 meczów Górnika Polkowice). Przyznał się do postawionych mu zarzutów i dobrowolnie poddał się karze 2,5 roku więzienia w zawieszeniu na 5 lat, a także 3-letni zakaz działalności w sporcie oraz 35.000 zł grzywny. 31 marca 2011 Wydział Dyscypliny PZPN zdyskwalifikował Mirosława Dragana na sześć lat.

## Sukcesy zawodnicze

### Zagłębie Lubin
- Awans do ekstraklasy: 1985

## Sukcesy szkoleniowe

### Górnik Polkowice
- Awans do II ligi: 2000
- Awans do ekstraklasy: 2003

### Arka Gdynia
- Awans do ekstraklasy: 2005